# Lecanorales
Lecanorales es un orden taxonómico formado por varias familias de líquenes y perteneciente a la clase Lecanoromycetes de la división Ascomycota. 

## Familias
- Aphanopsidaceae
- Biatorellaceae
- Brigantiaceae
- Calycidiaceae
- Catillariaceae
- Cladoniaceae
- Crocyniaceae
- Dactylosporaceae
- Ectolechiaceae
- Gypsoplacaceae
- Haematommataceae
- Helocarpaceae
- Lecanoraceae
- Megalariaceae
- Miltideaceae
- Mycoblastaceae
- Pachyascaceae[1]
- Parmeliaceae
- Pilocarpaceae
- Psilolechiaceae
- Psoraceae
- Ramalinaceae
- Sphaerophoraceae
- Stereocaulaceae
- Tephromelataceae
- Vezdaeaceae